# Hôn nhân cùng giới ở British Columbia
Hôn nhân cùng giới ở British Columbia bắt đầu hợp pháp từ 8 tháng 7, 2003, sau một loạt phán quyết của tòa án nhằm ủng hộ các cặp cùng giới có được giấy phép kết hôn. Điều này giúp British Columbia trở thành tỉnh thứ hai ở Canada, và là địa phương thứ hai ở Bắc Mỹ (và thứ tư trên thế giới) hợp pháp hôn nhân cùng giới, sau Ontario.